# Goldbachschleife
Goldbachschleife ist eine Einöde in der nördlichen Oberpfalz. Goldbachschleife ist Ortsteil der Stadt Vohenstrauß. 2011 war die Goldbachschleife unbewohnt.

## Geographische Lage
Goldbachschleife befindet sich auf dem Nordufer der Pfreimd. Nördlich von Goldbachschleife mündet der Goldbach in die Pfreimd. Von Kößing führt eine kleine Straße nach Goldbachschleife. Bei Goldbachschleife gibt es eine kleine Brücke über die Pfreimd.

## Geschichte
Mit dem Aufblühen der Glasindustrie im Landkreis Vohenstrauß Anfang des 19. Jahrhunderts wurde die Goldbachschleife als Glasschleife gegründet und  gehörte 1885 zur Gemeinde Böhmischbruck.
Im Jahre 1928 war Jakob Hanauer Besitzer der Goldbachschleife.
Mit der Gemeindereform im Jahre 1972 kam Goldbachschleife in die Gemeinde Vohenstrauß.

### Einwohnerentwicklung
| Jahr | Einwohner | Gebäude |
| ---- | --------- | ------- |
| 1885 | 187       | 10      |
| 1900 | 56        | 1       |
| 1913 | 54        | 2       |
| 1928 | 45        | 2       |
| 1950 | 28        | 2       |

| Jahr | Einwohner | Gebäude |
| ---- | --------- | ------- |
| 1961 | 4         | 1       |
| 1970 | 2         | k. A.   |
| 1987 | unbewohnt | k. A.   |
| 2011 | unbewohnt | k. A.   |